# Bundesverband Baustoffe – Steine und Erden
Der Bundesverband Baustoffe – Steine und Erden e. V. (bbs) vertritt als Dachverband die wirtschafts- und industriepolitischen Interessen der mineralischen Roh- und Baustoffindustrie in Deutschland. Die Branche erwirtschaftet mit 150.000 direkt Beschäftigten einen Jahresumsatz von rund 39 Milliarden Euro. Hierzu zählen 19 Fachzweige, die in 15 Bundesfachverbänden organisiert sind, darunter die Bereiche Betonbauteile, Eisenhüttenschlacken, Feuerfestprodukte, Fliesen, Gips, Kalk, Kalksandstein, Keramische Rohstoffe und Industrieminerale, Kies, Sand und Naturstein, Leichtbeton, Mineralwolle, Mörtel, Naturstein, Naturwerkstein, Porenbeton, Recycling-Baustoffe, Transportbeton, Zement und Ziegel.
Der Verband wurde 1948 als Arbeitsgemeinschaft Steine und Erden in München gegründet. Nach der Gründung der Bundesrepublik Deutschland beschloss die Arbeitsgemeinschaft im Jahre 1951, sich zu einem überfachlichen Verband mit dem Titel „Bundesverband Steine und Erden“ umzuwandeln. Heute hat der Verband seinen Sitz in der Kochstraße in Berlin.
In sieben Fachausschüssen werden die politischen und fachlichen Positionen des Verbandes durch Experten aus Unternehmen und Mitgliedsverbänden erarbeitet. Schwerpunkte der Verbandsarbeit sind u. a. die Infrastruktur- und Wohnungsbaupolitik sowie die Energieeffizienz im Gebäudesektor. Bezogen auf die Baustoffproduktion kommt v. a. Rohstoff-, Energie- und Umweltthemen eine besondere Bedeutung zu.

## Mitgliedschaften
Der bbs ist Mitglied im Bundesverband der Deutschen Industrie (BDI), in der Vereinigung Europäischer Baustoffhersteller Construction Products Europe (CPE) sowie im Interessenverband Energieintensive Industrien in Deutschland (EID).
Mit dem bbs eng verbunden ist die Sozialpolitische Arbeitsgemeinschaft Steine und Erden (spa), die vor allem der bundesweiten Koordinierung tarifpolitischer Positionen auf Arbeitgeberseite dient und als Listenträger der Branche in der Berufsgenossenschaft „Rohstoffe und chemische Industrie“ fungiert. Die SPA ist Mitglied in der Bundesvereinigung der Deutschen Arbeitgeberverbände (BDA).

## Mitglieder
- Mitgliedsverbände:
  - Fachverband Eisenhüttenschlacken e. V.
  - Verband der Deutschen Feuerfest-Industrie e. V.
  - Industrieverband Keramische Fliesen e. V.
  - Bundesverband der Gipsindustrie e. V.
  - Bundesverband der Deutschen Kalkindustrie e. V.
  - Bundesverband Keramische Rohstoffe und Industrieminerale e. V. (BKRI)
  - Deutsche Gesellschaft für Mauerwerks- und Wohnungsbau e. V.
  - Fachverband Mineralwolleindustrie e. V. (FMI)
  - Bundesverband Mineralische Rohstoffe e. V.
  - Deutscher Naturwerkstein-Verband e. V.
  - Bundesvereinigung Recycling-Baustoffe e. V.
  - Bundesverband der Deutschen Transportbetonindustrie e. V.
  - Verband für Dämmsysteme, Putz und Mörtel e.V.
  - Verein Deutscher Zementwerke e. V.
  - Bundesverband der Deutschen Ziegelindustrie e. V.

- Direktmitglieder:
  - Dyckerhoff AG
  - HeidelbergCement AG
  - Holcim (Deutschland) GmbH
  - Schwenk Zement KG

- Außerordentliche Mitglieder
  - Basalt-Actien-Gesellschaft
  - Bayerischer Industrieverband Baustoffe Steine und Erden, Fachgruppe
  - BetonBauteile
  - Betonverband Straße, Landschaft, Garten e. V.
  - Fachverband Beton- und Fertigteilwerke Baden-Württemberg e. V.
  - Fachverband Schloss- und Beschlagindustrie e. V.
  - Fachvereinigung Deutscher Betonfertigteilbau e. V.
  - Hessenbeton e. V.
  - Institut für Stahlbetonbewehrung e. V.
  - Verband Beton- und Fertigteilindustrie Nord e. V.

## Präsidenten
- Alexander von Engelberg (1948–1959)
- Edmund A. Bieneck (1958–1964)
- Harald Dyckerhoff (1964–1982)
- Peter Schuhmacher (1982–1995)
- Jürgen Lose (1995–2004)
- Gernot Schaefer (2004–2010)
- Andreas Kern (2010–2016)
- Dominik von Achten (seit 2016)

## Hauptgeschäftsführer
- Erich Hückstädt (1948–1966)
- Theo Pieper (1966–1975)
- Barthold Stein (1976–1980)
- Hans-Jürgen Reitzig (1980–1992)
- Wolfgang Mack (1993–2004)
- Michael Weißenborn (2004–2008)
- Michael Basten (2008–2022)
- Matthias Frederichs (seit 2022)